# قشلاق سرخة (مقاطعة ديواندرة)
قشلاق سرخة (بالفارسية: قشلاق سرخه) هي قرية تقع في منطقة مركزية ريفية في إيران. يقدر عدد سكانها بـ 24 نسمة بحسب إحصاء 2016.